# The Limelight (клуб)

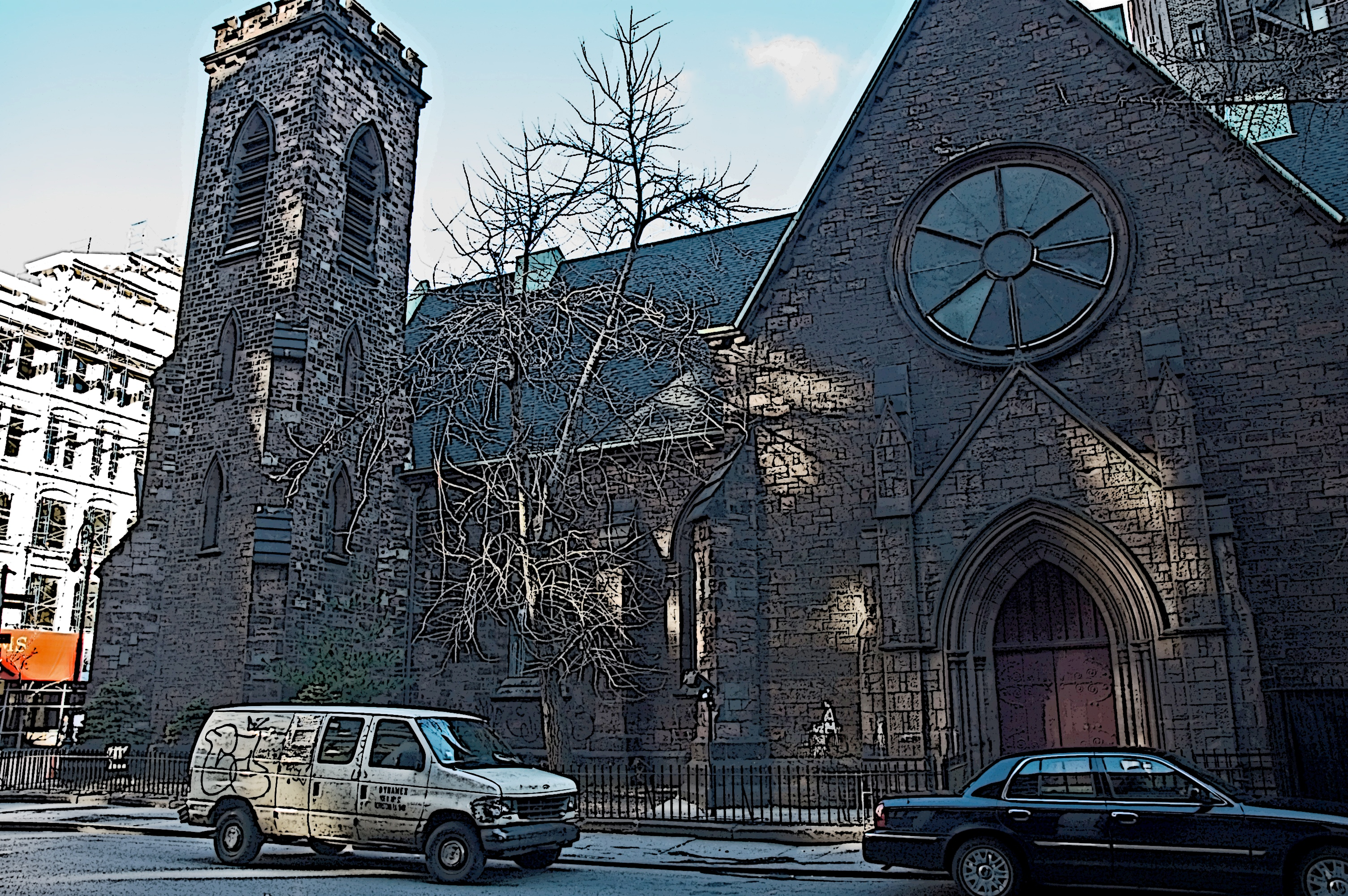
The Limelight на Манхэттене, Нью-Йорк в 2005.

The Limelight это название сети ночных клубов, которой владел и управлял Питер Гейшен. Клубы находились в Атланте, Холливуде (штат Флорида), Лондоне, а также (в прошлом) в Нью-Йорке и Чикаго.

## История
Питер Гейшен открыл свой первый клуб в Холливуде (штат Флорида) в 70-е годы XX века. После опустошающего пожара в конце 70-х Гейшен выбрал Атланту в качестве места для воскрешения клуба. «Limelight» в Атланте был открыт в феврале 1980 года. Он располагался на территории торгового центра, в бывшем здании театра «Harlequin Dinner». В 1983 Гейшен переехал в Нью-Йорк для открытия другого клуба, в то время как его брат Морис остался управлять клубом в Атланте. Морис, по свидетельствам знавших его, имел гораздо меньше способностей к управлению клубом, чем Питер. «Питер был мозгом всех операций», — вспоминал фотограф и публицист Гай Д’Алема. «Морис… не хотел и десятицентовика потратить, к тому же совершенно не имел креативной жилки». Рядом с клубом располагался круглосуточный супермаркет «Крогер», который из-за такого соседства стали звать «Диско Крогер».
«The Limelight» в Чикаго располагался в бывшем доме «Исторического общества Чикаго». Само здание являлось историческим. После недолгого существования под именем «Limelight», клуб был закрыт. В настоящее время в здании находятся два клуба: «Экскалибур» и «Vision». Но принадлежат они уже не Питеру Гейшену. «The Limelight» в Лондоне находился в бывшем здании Пресвитерианской церкви на Shaftesbury Avenue. Из-за снижения популярности лондонский клуб пришлось закрыть, а на его месте устроили спортбар.
«The Limelight» в Нью-Йорке открылся в ноябре 1983 г. Дизайн для него создавал Ари Бахат. Клуб находился в здании, ранее принадлежавшем епископальной Церкви Святого Причастия. Неоготическое здание из коричневого камня было построено в 1844—1845 году по проекту архитектора Ричарда Апджона. В начале 70-х из-за объединения двух приходов была проведена секуляризация церкви с последующей продажей принадлежавшего ей здания некоммерческой организации «Odyssey House». В здании осуществляли работу по оказанию помощи наркозависимым. Вследствие финансовых трудностей «Odyssey House» продала здание Гейшену в 1982 году. Здание расположено на перекрестке Шестой Авеню и Вест 20-й стрит. Изначально, в нью-йоркском «Limelight» исполняли в основном диско и рок музыку. В 90х годах он становится продвинутым местом, где можно послушать техно, готический и индастриал рок. Кроме того там можно было всегда раздобыть наркотики. Клуб привлек внимание средств массовой информации в 1996 году, когда лидер «клубных деток» и организатор вечеринок Майкл Элиг был арестован, а позже осужден за убийство, с последующим расчленением наркоторговца Эйнджела(Ангела) Мелендеса. В 2003 году был снят фильм «Клубная мания» с Маколеем Калкиным и Сетом Грином в гланых ролях. Фильм основан на этих событиях. «The Limelight» в течение 90х неоднократно закрывался полицией, а затем открывался повторно. В сентябре 2003 года он был в очередной раз открыт под именем «Avalon», однако в 2007 году был закрыт уже окончательно. С мая 2010 года в здании расположен торговый комплекс «Limelight Marketplace».
В 2011 году был снят документальный фильм «Limelight», показывающий историю клуба. Продюсером фильма выступила Джен Гейшен, дочь Питера Гейшена, а режиссёром стал Билли Корбен. Прокат фильма проводился в кинотеатрах США и Канады.

### Известные Исполнители
В клубах «Limelight» в разное время выступали
- 30 Seconds to Mars
- 50 Cent
- Jellybean Benitez
- Чак Берри
- Clipse
- Jayne County
- Кэт Делуна
- DragonForce
- Глория Эстефан
- Fabolous
- Fat Joe
- Karen Finley
- Эйс Фрэйли
- Guns N’ Roses
- Уитни Хьюстон
- David Johansen
- Jonas Brothers
- Джим Джонс
- Lady Bunny
- Lloyd
- Lords of Acid
- Lynch Mob
- Marilyn
- John Strapson
- Mario
- Milli Vanilli
- Моррисси
- Питер Мёрфи
- Стас Намин
- The Pain Teens
- Pearl Jam
- Ру Пол
- Rush
- Sleep
- Sleepy Hollow
- Slipknot
- Бритни Спирс
- Джонни Сандерс
- Tiny Lights
- Лиз Торрес
- Barbara Tucker
- Soozie Tyrell
- Bobby Valentino
- Cherry Vanilla
- Crystal Waters
- Holly Woodlawn